# Albedo 0.39
Albedo 0.39 es el cuarto álbum conceptual del compositor griego de música electrónica Vangelis. Publicado en octubre de 1976 por el sello RCA destaca temáticamente por sus referencias a la ciencia y el espacio exterior. Musicalmente es un álbum básicamente instrumental que incluye elementos propios de géneros como el jazz o el rock progresivo.

## Producción
El disco fue grabado el mismo año de su publicación en los estudios Nemo de Londres y fue el segundo álbum de su discografía producido por Vangelis. La instrumentación, además de la inclusión de sintetizadores, teclados e instrumentos electrónicos, incluye instrumentación acústica como xilófonos, tambores o bajo.
La portada del álbum muestra un vaso transparente con agua y una esfera en su parte superior, todo a media luz. El nombre, Albedo 0.39, hace referencia al albedo promedio de la Tierra vista desde el espacio. En el libreto del álbum se hace referencia explícita a esta cuestión:

"Albedo: El poder reflectante de un planeta u otro cuerpo no luminoso. Un reflector perfecto tendría una albedo de 100%. El albedo de la Tierra es 39% ó 0.39."
Vangelis (1976) 

«Pulstar», contracción estilística entre los términos Pulsar (púlsar) y Star (estrella) es la canción más popular del álbum construido a partir de una secuencia de pulsos de sintetizador, una línea principal y varias otras líneas del sintetizador. Termina con una grabación del reloj de voz. Se utilizó como sintonía de los boletines informativos de la cadena española de emisoras de radio COPE durante los años 80 y 90 del siglo XX. En Uruguay se utilizó en 1980 para el programa En Profundidad conducido por Carlos Giacosa en Canal 4 Monte Carlo TV. Sin embargo su uso internacionalmente más conocido es como banda sonora de la serie de televisión Cosmos: un viaje personal dirigida y presentada por Carl Sagan en 1980.
El tema «Freefall» es una contemplativa expresión rústica protagonizada por una simplísima melodía con sonidos similares a golpes en latas recordando a la música oriental. 
«Mare Tranquillitatis» es un misterioso e impactante paso por sonoridades distorsionadas no convencionales sumadas a las voces grabadas de algunos de los astronautas de las misiones del programa Apolo durante varios alunizajes, según los créditos del disco, cortesía de NASA.
«Main Sequence» representa una arriesgadísima combinación de ritmos e improvisaciones electrónicas muy enérgicas y espontáneas, aproximándose al jazz-rock, fluyendo constantemente en muy variadas atmósferas de sonido, una verdadera obra maestra de la música; complementada por «Sword of Orion», un corto tema solemne y emotivo en la vanguardia de la música new age.
«Alpha» es un tema minimalista y progresivo en cuyo comienzo se escucha el sonido de discado de un teléfono a disco. El tema fue empleado por UCV Televisión en 1985 para su cierre de transmisiones. También en el programa Mónica Presenta, conducido por Mónica Cahen D'Anvers en Canal 13 Argentina entre 1977 y 1980. En Uruguay se utilizó en 1980 para el programa En Profundidad conducido por Carlos Giacosa en Canal 4 Monte Carlo TV. También se utilizó en los episodios de Cosmos: un viaje personal de Carl Sagan. 
«Nucleogenesis» (dividido en dos partes) es uno de los temas más conocidos del álbum. En Chile se ha utilizado para spots, como el de cera líquida Bravo del fabricante S.C. Johnson en 1988, y documentales como Llegar a Tiempo de la Televisión Nacional de Chile emitido en 1987.
«Albedo 0.39» el último tema es un ensamble de sintetizadores que enmarcan a una voz, interpretada por Keith Spencer-Allen a la sazón ingeniero de sonido de la grabación, que describe al planeta Tierra desde una serie de valores característicos del mismo: distancia al Sol, velocidad gravitatoria, ángulo de inclinación o el período de rotación sobre su eje finalizando nombrando el albedo planetario.

## Lista de temas
Todas las canciones compuestas, arregladas e interpretadas por Vangelis
| N.º | Título                      | Duración |  |
| 1.  | «Pulstar»                   | 5:45     |  |
| 2.  | «Freefall»                  | 2:20     |  |
| 3.  | «Mare Tranquillitatis»      | 1:45     |  |
| 4.  | «Main Sequence»             | 8:15     |  |
| 5.  | «Sword of Orion»            | 2:05     |  |
| 6.  | «Alpha»                     | 5:45     |  |
| 7.  | «Nucleogenesis (Parte Uno)» | 6:15     |  |
| 8.  | «Nucleogenesis (Parte Dos)» | 5:50     |  |
| 9.  | «Albedo 0.39»               | 4:30     |  |

## Personal
- Vangelis: teclados, sintetizadores, batería, bajo, compositor, arreglista y productor.
- Keith Spencer-Allen: ingeniero de sonido y voz en Albedo 0,39.

## Posición en las listas de éxito
| País           | Lista           | Año  | Posición más alta |
| -------------- | --------------- | ---- | ----------------- |
| Reino Unido \| | UK Albums Chart | 1976 | 18                |